# Lifting Up a Dreamer

Lifting Up a Dreamer est une image représentant une baleine rêveuse, soulevée de l'eau dans un filet par huit oiseaux, créée par l'artiste australienne d'origine chinoise Yiying Lu. Cette image est connue pour être utilisée par le site internet Twitter en cas de dépassement de capacité des serveurs, d'où son surnom de Fail Whale (« la baleine de l'échec »).

## Historique
À l'origine, Lu a créé cette image pour illustrer une carte d'anniversaire destinée à un ami. En 2007, elle l'a déposée sur iStockphoto ; c'est là qu'elle fut découverte par Biz Stone, l'un des fondateurs de Twitter,.
Lorsqu'elle apparaît sur Twitter (lors d'erreurs HTTP 502 et 503), elle est accompagnée d'un message d'erreur, anciennement « Too many tweets! Please wait a moment and try again. », devenu « Twitter is over capacity. Please wait a moment and try again. For more information, check out Twitter Status. ». Initialement en anglais pour tous les utilisateurs du site, ce message est désormais traduit pour les utilisateurs français : « Twitter est en surcapacité. Veuillez attendre un moment avant de réessayer. Pour plus d'informations, rendez-vous sur le blog d'état. ».
Elle est devenue un phénomène Internet, avec des tee-shirts et d'autres produits dérivés à son effigie, un fan club et un groupe sur Facebook, et sa créatrice lui a dessiné une petite amie,.
Selon Sarah Perez, c'est Nick Quaranto, dans un tweet du 29 mai 2008, qui lui a donné le nom de Fail Whale, mais le blogueur Benedikt Koehler a remonté la trace de ce nom jusqu'à une interview vidéo, accordée le 30 mai au blogueur Robert Scoble par Evan Williams, cofondateur de Twitter, dans laquelle il révélait que c'était le nom que lui donnaient les employés.
Selon un chroniqueur de ClickZ, c'est une manière intelligente de retourner un échec en instaurant une relation de confiance et de transparence avec l'utilisateur.

## Œuvres associées
- Foul Owl est une chouette apparaissant sur les comptes Twitter bloqués[13].
- Eve Whale est une baleine femelle créée par Yiying Lu pour les fans de Fail Whale[14].